# Angelika Fojtuch
Trwa reanimacja tego artykułu/biogramu. Pomóż go nam poprawić.
Angelika Fojtuch (ur. 16 grudnia 1978 w Gdyni) – polska artystka sztuk wizualnych, performerka, rzeźbiarka. Stypendystka miasta Mönchengladbach i Fundacji Wilberz w Niemczech. Laureatka Nagrody Miasta Gdańska dla Młodych Twórców i Stypendium Miasta Gdyni. Prace w kolekcjach: Muzeum Sztuki w Łodzi, Wilberz Foundation, City of Mönchengladbach, re.act.feminism a performing archive w Berlinie.

## Życiorys
Od 2013 r. doktorantka na Uniwersytecie Artystycznym w Poznaniu. W latach 2012–2013 asystentka w Katedrze Intermediów na Akademii Sztuk Pięknych w Gdańsku.
Studiowała rzeźbę na Wydziale Sztuk Pięknych UMK w Toruniu, rzeźbę i intermedia na ASP w Krakowie i ASP w Gdańsku oraz intermedia na ASP w Poznaniu. Dyplom z wyróżnieniem uzyskała w pracowni intermedialnej prof. Grzegorza Klamana na ASP w Gdańsku w 2005 roku. 
Jej sztuka bazuje na granicy prywatnego i publicznego, działania mają niezwykle osobisty charakter. W pracach mamix (2002), onitoja (2003) i wystawie ajababy (Toruń, 2005) zwraca uwagę na genealogię, więzi biologiczne pomiędzy kobietami, kobiecą fizjologię. Do tej, jako przyczynie wykluczenia kobiet, do nich wstrętu, odwołuje się także w akcji Kochamy się, ale nie aż tak żeby (2004). Lubię bawić się lalą (2003) może być czytany z kolei jako okrutny żart artystki na temat uprzedmiotowienia kobiet, ich seksualizacji. Twoja (2005), Święto kobiet (2004) Jaka miłość, taka sztuka (2005) stanowią ironiczną refleksję dotyczącą relacji międzyludzkich, przede wszystkich tych pomiędzy kobietą a mężczyzną. W działaniach performance, prostych, ale niezwykle sugestywnych, interesuje ją możliwość bezpośredniego kontaktu z publicznością. W przywoływanej już akcji Twoja wskakuje na jednego z zebranych w przestrzeni galerii mężczyzn i krzyczy "biegnij kurwa, biegnij!". Oszołomiony chłopak w gdańskiej Modelarni wyniósł uwieszoną mu u nogi artystkę na zewnątrz. Z kolei zdokumentowany w formie wideo performance ZŁOdzieje (2005) odwołuje się do kobiecych fobii, obsesji, ale również histerii – jako przypisanego kobiecie szaleństwa, a także traktowanej subwersywnie – kobiecej wrażliwości. 
Zdjęcie Angeliki Fojtuch żebrzącej półnago na mrozie w pampersie i chodziku dla starszych osób z kartką, na której napisano „Jestem kobietą. Bóg zapłać!” (2004, w ramach Święta kobiet w Krakowie) ukazało się na okładce feministycznego pisma „Zadra”, numer 1(18)/2004. Artystka była organizatorką i kuratorką forum sztuki port performance.

## Wystawy i festiwale
- 2014: Atlas nowoczesności Muzeum Sztuki, PL-Łódź; RUPTURES & CONVERGENCES. OKiS & KUAD, TR-Istanbul; Quadriennale Düsseldorf 2014, ONOMATO, DE-Düsseldorf; Live Action, SE-Göteborg
- 2013: REFUGIUM / Mischpoke e.V., BIS - Zentrum für offene Kulturarbeit, DE-Monchengladbach
- 2012: Future of Imagination 8, Goodman Arts Centre, SG-Singapore; Festival INFR'ACTION12, FR-Sete

Festiwal w Laboratorium Kultury SOKOŁOWSKO, PL-Sokolowsko
- 2001 Projekt Wzgórza trzy, SAOZ, Kraków/Lipnica Murowana.
- 2002: Reset, Bunkier Sztuki, Kraków; City Transformers, Stocznia, Gdańsk;
- 2003: IV Festiwal Sztuki Nowych Mediów Videokont, Galeria KONT, Lublin; Precedens 06, TCK, Tarnowskie Góry;
- 2004: Święto kobiet, Galeria Lokal, Kraków;
- 2005: Zoon Politikon, BGSW, Słupsk; Audiotourism, CSW Łaźnia, Gdańsk/Narodowe Centrum Sztuki Współczesnej, Kaliningrad; ajababy, wyst. ind., Galeria Sztuki Wozownia, Toruń;
- 2006: Przerwane połączenia, Zachęta, Warszawa; Policja, Bunkier Sztuki, Kraków; YOU WON`T FEEL A THING, Kunsthaus Dresden; Panie Proszą Panów, CSW Łaźnia, Gdańsk;
- 2007: Art Hall, EST-Tallinn; Neuer Berliner Kunstverein, D-Berlin; Galeria ESC, AT-Graz; Galeria Manhattan, Łódź; BWA, PL-Zielona Góra
- 2008: NADA Art Fair, USA-Miami; VIENNA FAIR, AT-Wiedeń; Liste 08 The Young Art Fair, CH-Bazylea; WORDS 2, Sub Urban, NL-Rotterdam; CCA, IL-Tel Aviv
- 2009: 2nd Biennale of Contemporary Art at The State Museum of Contemporary Art, GR-Thessaloniki;
- 2010: III International Biennial of Performance DEFORMES, Chile-Santiago, Valparaíso, Valdivia
- 2011: NIPAF'11, J - Tokyo, Osaka